# (5989) Сорин
(5989) Сорин (лат. Sorin) — типичный астероид главного пояса, открыт 26 августа 1976 года советским астрономом Николаем Черных в Крымской астрофизической обсерватории и 4 мая 1999 года назван в честь астронома Сергея Сорина.

## Обнаружение и именование
(5989) Сорин
Открыт 26 августа 1976 года в Научном Н. С. Черных.
Назван в память Сергея Ивановича Сорина (1916—1995) — астронома и педагога, который участвовал в выборе места для астрономической обсерватории Академии наук Азербайджана и в оснащении её телескопами и другими приборами. Около сорока лет возглавляя астрономический кружок при Бакинском дворце юных пионеров, он был выдающимся воспитателем юных астрономов-любителей. Многие из его учеников стали выдающимися астрономами и сейчас работают в различных обсерваториях бывшего Советского Союза. Название предложено первооткрывателем по представлению некоторых бывших учеников Сорина.
Оригинальный текст (англ.)5989 Sorin
Discovered 1976-08-26 by Chernykh, N. S. at Nauchnyj.
Named in memory of Sergej Ivanovich Sorin (1916—1995), astronomer and teacher who participated in the choice of a site for the astronomical observatory of the Azerbaijan Academy of Sciences and in equipping it with telescopes and other instruments. Head of the astronomical circle at the Baku Young Pioneerʹs Palace for some forty years, he was an outstanding educator of young amateur astronomers. Many of his pupils became prominent astronomers and are working now at various observatories in the former Soviet Union. Name proposed by the discoverer, following a suggestion by some of Sorinʹs former pupils.
Источники: DISCOVERY.DB; M.P.C. 34622.

## Орбита

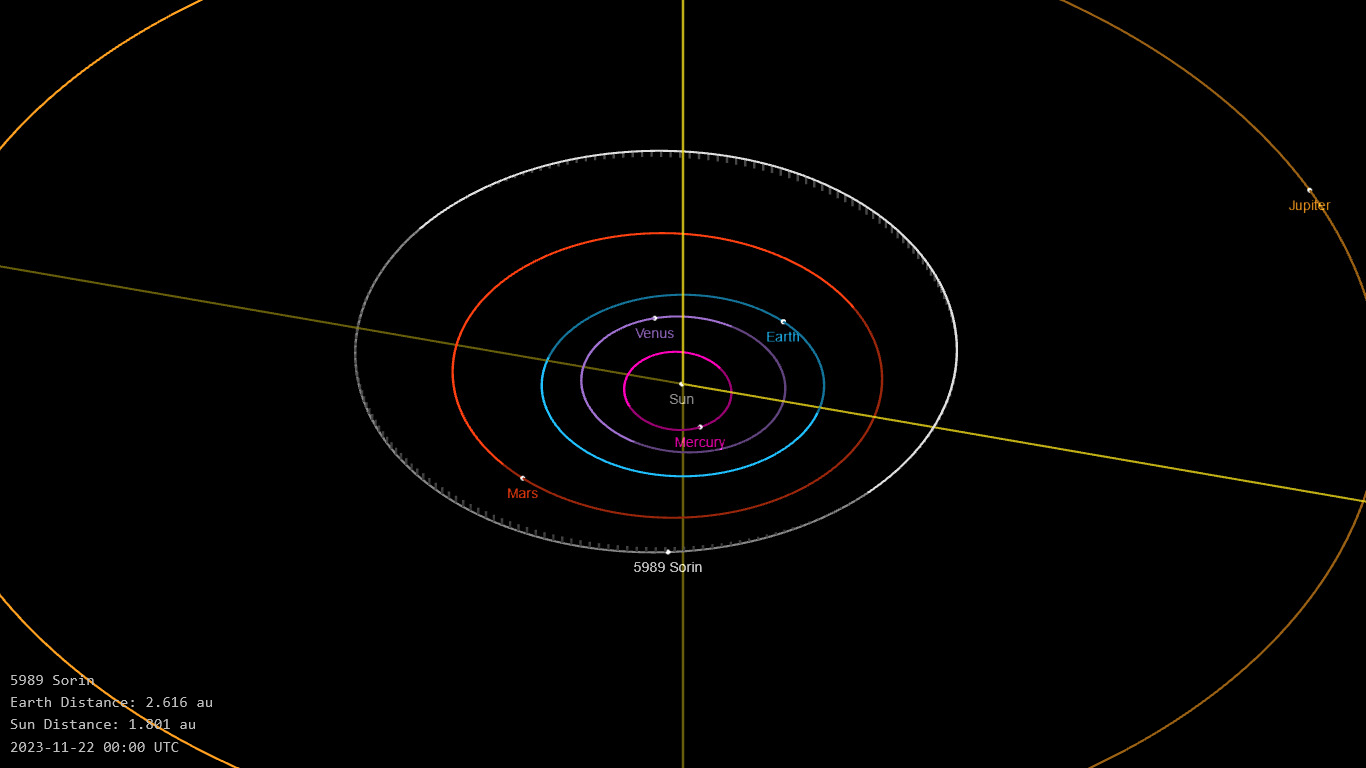
Орбита астероида Сорин и его положение в Солнечной системе

## Физические характеристики
Астероид относится к таксономическому классу S.
По результатам наблюдений в видимом и ближнем инфракрасном диапазоне космического телескопа NEOWISE диаметр астероида оценивался равным 3,457±0,112 км и 2,47±0,33 км. Согласно тем же источникам альбедо оценивается как 0,2568±0,0763, 0,44±0,11 и 0,257±0,076.